# Kon-tiki (estátua)

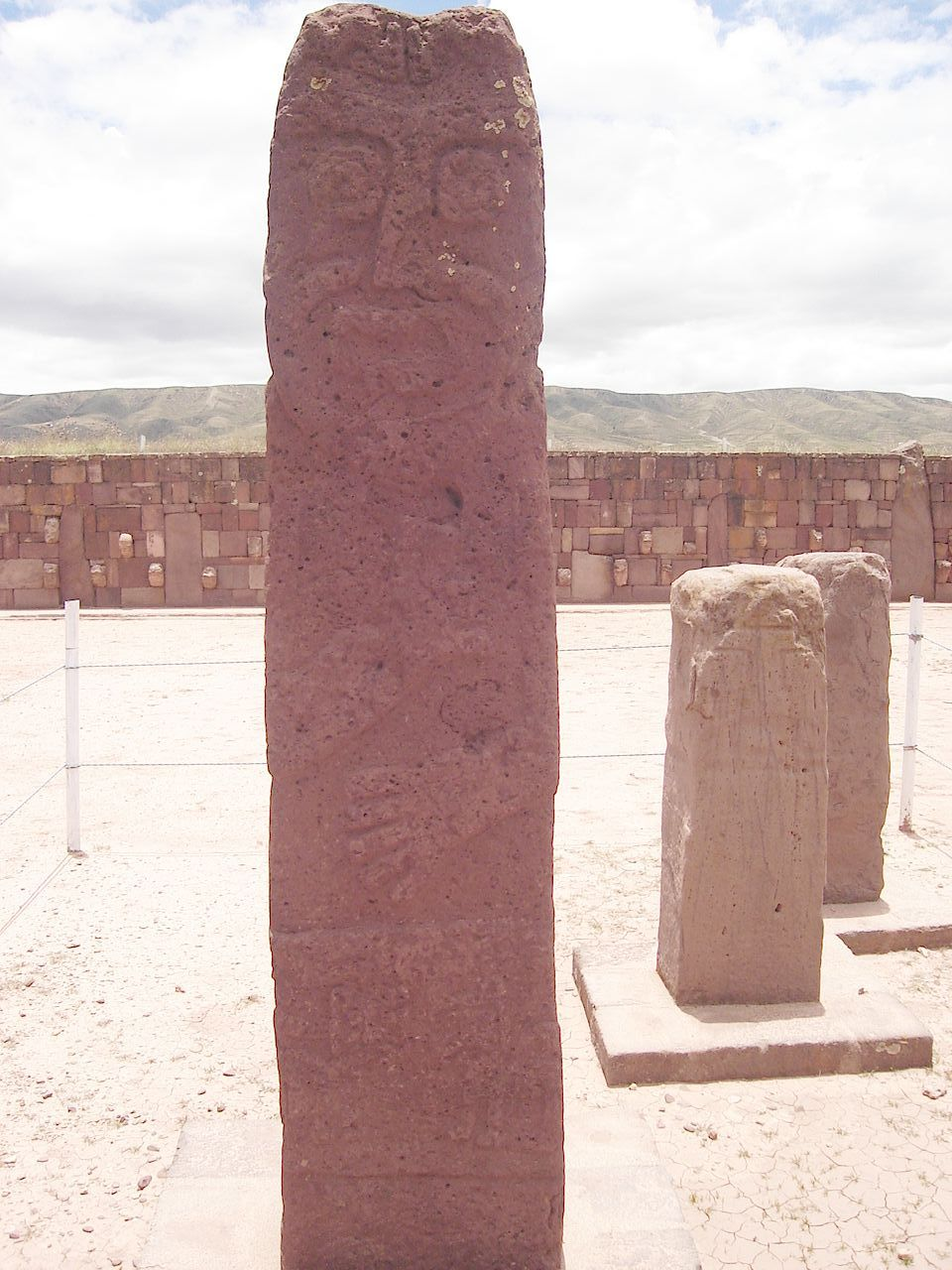
Monolito de Tiwanaku

O monolito Kon-tiki (também escrito Kontiki ou Kon Tiki) ou Barbado é uma escultura antropomorfa de Tiwanaku, na Bolívia, situada no templete semisubterrâneo do recinto arqueológico. Não se sabe ao certo a relação entre a estátua de Kon Tiki na Bolívia e as estruturas à Tiki no havaí, muito embora exista grande semelhança entre elas